# 行政规范性文件
行政规范性文件是除国务院的行政法规、决定以及部门规章和地方政府规章外，由行政机关或经法律、法规授权的具有管理公共事务职能的组织，依照法定权限程序制定并公开发布，涉及公民、法人和其他组织权利义务，具有普遍约束力。在一定期限内反复适用的公文。

## 行政规范性文件的法律效力

### 行政管理
- 对作为行政相对人的公民、法人和其他组织具有拘束力和执行力。
- 对行政机关本身具有公定力和确定力。
- 行政规范性文件既是行政复议机关审理复议案件的依据，又是行政复议的客体。

### 行政诉讼
- 行政诉讼当事人可以以行政规范性文件作为论证相应具体行政行为违法或合法的依据。
- 公民、法人和其他组织认为行政行为所依据的行政规范性文件不合法，在对行政行为提起行政诉讼时，可以一并请求对该规范性文件进行审查。
- 法院在审理行政案件过程中，如认为行政行为所依据的行政规范性文件合法，可以在裁判文书中引用；如认为不合法，则不作为认定行政行为合法的依据，并向制定机关提出建议。